# The Big Big Beat
fThe Big Big Beat – singel amerykańskiej raperki Azealii Banks, promujący jej mixtape Slay-Z (2016). Utwór został opublikowany 19 lutego 2016 roku, po wcześniejszym ogłoszeniu nowych wydawnictw w maju 2015.
Pierwotnie singel miał pojawić się 7 lutego, jednak 8 lutego odwołano premierę. Ostatecznie raperka udostępniła piosenkę 19 lutego na swoim profilu w serwisie muzycznym SoundCloud. 6 maja "The Big Big Beat" pojawił się na iTunes.
Piosenka sampluje okrzyk rapera The Notorious B.I.G. z kompozycji "Can I Get Witcha" (1999). Tekst piosenki mówi o byciu wiernym swojej osobowości podczas zdobywania sławy. Muzycznie, według artystki, piosenka przypomina "house rodem z Detroit z dużą szczyptą Diany Ross".
Krytycy muzyczni okrzyknęli singel jako "gotowy do grania w klubie" i określili tekst jako "chwytliwy". Teledysk do utworu, przedstawiający Banks tańczącą w tle różnych budynków Nowego Jorku, wyemitowano po raz pierwszy 26 kwietnia 2016.